# Armington
Armington és una població dels Estats Units a l'estat d'Illinois. Segons el cens del 2000 tenia 368 habitants.

## Demografia
Segons el cens del 2000, Armington tenia 368 habitants, 135 habitatges, i 98 famílies. La densitat de població era de 490 habitants/km².
Dels 135 habitatges en un 39,3% hi vivien nens de menys de 18 anys, en un 65,2% hi vivien parelles casades, en un 6,7% dones solteres, i en un 26,7% no eren unitats familiars. En el 25,2% dels habitatges hi vivien persones soles l'11,9% de les quals corresponia a persones de 65 anys o més que vivien soles. El nombre mitjà de persones vivint en cada habitatge era de 2,73 i el nombre mitjà de persones que vivien en cada família era de 3,27.
Per edats la població es repartia de la següent manera: un 34% tenia menys de 18 anys, un 3% entre 18 i 24, un 33,4% entre 25 i 44, un 20,4% de 45 a 60 i un 9,2% 65 anys o més.
L'edat mediana era de 33 anys. Per cada 100 dones de 18 o més anys hi havia 96 homes.
La renda mediana per habitatge era de 39.583 $ i la renda mediana per família de 47.708 $. Els homes tenien una renda mediana de 39.306 $ mentre que les dones 24.167 $. La renda per capita de la població era de 17.866 $. Aproximadament el 3,1% de les famílies i el 8% de la població estaven per davall del llindar de pobresa.

## Poblacions més properes
El següent diagrama mostra les poblacions més properes.